# Jahjouh
Jahjouh (en àrab جحجوح, Jaḥjūḥ; en amazic ⵊⵃⵊⵓⵃ) és una comuna rural de la província d'El Hajeb, a la regió de Fes-Meknès, al Marroc. Segons el cens de 2014 tenia una població total de 7.485 persones.